# Вртови на персијским теписима
Вртови на теписима су врло чест, ако не и најчешћи мотив у Персији. Персијанци су били опседнути овом илузијом врта, коју су помaгали и слаткасти мириси парфема. Преко тепиха може да се дочара слика класичних вртова, од рајских (паири-даеза) до вртова задовољства и башти око куће. Са друге стране минијатурe сa приказима вртова често подсећају на тепихе. Према неким историчарима оне су у ствари мустре за тепих.

## Пролећна башта краља Хозроја
У данима принца Хозроја I Ануширвана (531-579), најзначајнијег од Сасанида, изаткан је велики тепих са представом врта за једну од дворских одаја у Ктесифону. Површина тепиха била је 50 m2, а направљен је од најфинијих материјала. Представљао је врт задовољства, са потоцима и стазама, дрвећем и лепим пролећним цвећем. Широка бордура дуж свих ивица приказивaла је цветне леје различитих боја. Цвеће је плаво, црвено, жуто са белим каменом. Основа, рађена у злату, је била жућкаста да изгледа као земља. Ивице потока приказане су као траке, и између њих камење је светлуцало као кристал пружајући илузију воде, облуци су били величине бисера. Стабљике и гране биле су златне или сребрне, листови дрвећа и цвеће од свиле, као и остале биљке, а плодови су били од разнобојног камена. Ово је најранији очувани опис персијског тепиха са вртним мотивом, а био је познат као Зимски тепих, или као Пролећна башта краља Хозроја. Неколико сличних тепиха из каснијег периода, сачувано је до данас.
Гигантски тепих краља Хозроја I који су сасанидски владари користи (чак и Јаздегерд III, последњи од њих) опљачкан је заједно са огромним благом током победничке инвазија Арапа 637. године. До сазнања о тепиху дошло се преко записа збуњених и задивљених освајачевих историчара, пре него што је моћни напад непријатеља претворио Персијско царство, и све његове вртове, у прах.

## Дизајн
Један детаљ се никада не мења, а то је формална регуларност дизајна, која је генерално оживљена воденим животињама око базена у центру. Стазе и уски канали са правим лејама између окружују централни део. Понекад цела бордура представља канал, светлих боја са рибом, или са малим острвом у средини где се канали гранају. Овај дизајн мора да је био врло чест, јер бордура арапских тепиха и данас се зове СУ (= вода), а основа се како у арапском тако и у староперсијском има исти назив као земља. Ово, заједно са најранијим описима персијски тепиха, чини да је више него вероватно ово оригинална идеја свих дизајна за тепихе. Теписи су служили истој сврси као и зидно сликарство у другим земљама да би у кућу унели слику вољеног врта у летњем периоду.

## Утицај ислама
Са прихватањем ислама (после 637. године) мотиви се битно не мењају, али се донекле мења њихов распоред. У чахар-багу (рајском врту) четири канала доводе воду у централни базен или фонтану, Ал-Хауд Ал-Кавтар, што има везе са “базеном обиља" који је обећао Мухамед. Канали представљају четири рајске реке, којима тече млеко, мед, вино и вода. Око њих су мотиви вегетације најчешће купасти четинари и воћке у бехару, водене и копнене животиње.